# Home Nations Championship 1900
Die Ausgabe 1900 des Turniers Home Nations Championship in der Sportart Rugby Union (das spätere Five Nations bzw. Six Nations) fand vom 6. Januar bis zum 17. März statt. Turniersieger wurde Wales, das mit Siegen gegen alle anderen Teilnehmer die Triple Crown schaffte.

## Teilnehmer
| Land       | Stadion                               | Stadt                 | Kapitän                        |
| ---------- | ------------------------------------- | --------------------- | ------------------------------ |
| England    | Kingsholm Stadium / Athletic Field    | Gloucester / Richmond | Richard Cattell / John Daniell |
| Irland     | Lansdowne Road / Balmoral Showgrounds | Dublin / Belfast      | Louis Magee                    |
| Schottland | Inverleith                            | Edinburgh             | Mark Morrison / Tom Scott      |
| Wales      | St Helen’s                            | Swansea               | Billy Bancroft                 |

## Tabelle
|    | Land       | Spiele | Siege | Unent. | Ndlg. | Spiel- punkte | Diff. | Tabellen- punkte |
| -- | ---------- | ------ | ----- | ------ | ----- | ------------- | ----- | ---------------- |
| 1. | Wales      | 3      | 3     | 0      | 0     | 28:6          | + 22  | 6                |
| 2. | England    | 3      | 1     | 1      | 1     | 18:17         | + 1   | 3                |
| 3. | Schottland | 3      | 0     | 2      | 1     | 3:12          | − 9   | 2                |
| 4. | Irland     | 3      | 0     | 1      | 2     | 4:18          | − 14  | 1                |

## Ergebnisse
| 6. Januar 1900 | England             | 3 : 13        | Wales                                                                  | Kingsholm Stadium, Gloucester Zuschauer: 15.000 Schiedsrichter: A. Turnbull (Schottland) |
| 6. Januar 1900 | Versuche: Nicholson | (0:5) Bericht | Versuche: Hellings Trew Erhöhungen: Bancroft (2) Straftritte: Bancroft | Kingsholm Stadium, Gloucester Zuschauer: 15.000 Schiedsrichter: A. Turnbull (Schottland) |

| 27. Januar 1900 | Wales                                     | 12 : 3        | Schottland      | St Helen’s, Swansea Zuschauer: 40.000 Schiedsrichter: A. Hartley (England) |
| 27. Januar 1900 | Versuche: Llewellyn (2) Nicholls Williams | (6:3) Bericht | Versuche: Dykes | St Helen’s, Swansea Zuschauer: 40.000 Schiedsrichter: A. Hartley (England) |

| 3. Februar 1900 | England                                                                           | 15 : 4        | Irland             | Athletic Ground, Richmond Zuschauer: 10.000 Schiedsrichter: Graham Findlay (Schottland) |
| 3. Februar 1900 | Versuche: Gordon-Smith Robinson (2) Erhöhungen: Alexander Dropgoals: Gordon-Smith | (7:4) Bericht | Dropgoals: Allison | Athletic Ground, Richmond Zuschauer: 10.000 Schiedsrichter: Graham Findlay (Schottland) |

| 24. Februar 1900 | Irland  | 0 : 0 | Schottland | Lansdowne Road, Dublin Schiedsrichter: A. R. Badger (England) |
| 24. Februar 1900 | Bericht |       |            | Lansdowne Road, Dublin Schiedsrichter: A. R. Badger (England) |

| 10. März 1900 | Schottland | 0 : 0 | England | Inverleith, Edinburgh Zuschauer: 20.000 Schiedsrichter: Michael Delaney (Irland) |
| 10. März 1900 | Bericht    |       |         | Inverleith, Edinburgh Zuschauer: 20.000 Schiedsrichter: Michael Delaney (Irland) |

| 17. März 1900 | Irland | 0 : 3   | Wales            | Balmoral Showgrounds, Belfast Schiedsrichter: A. Turnbull (Schottland) |
| 17. März 1900 |        | Bericht | Versuche: Davies | Balmoral Showgrounds, Belfast Schiedsrichter: A. Turnbull (Schottland) |